# Fireball Roberts

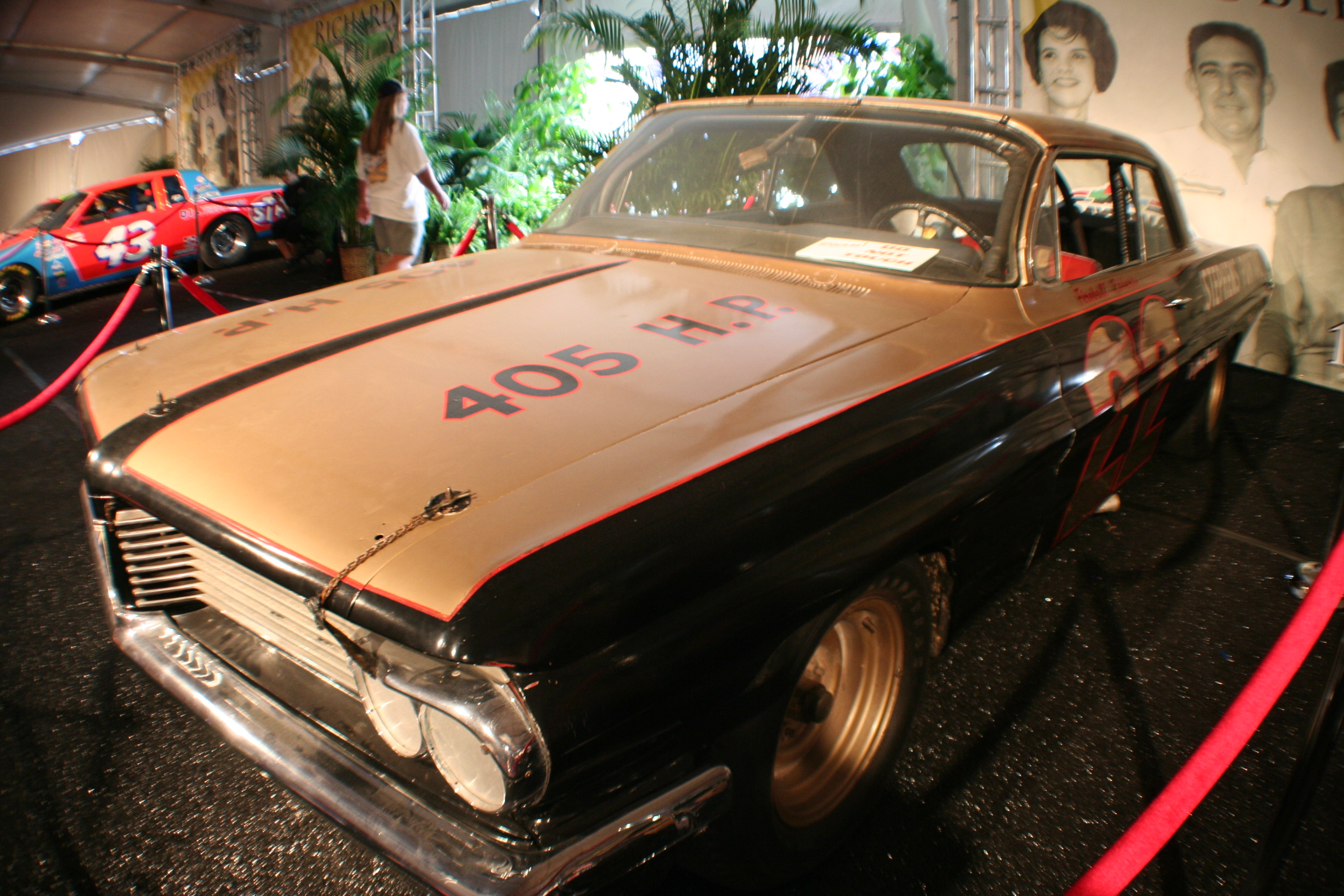
Den Pontiac från 1962, byggd av Smokey Yunick, som Fireball Roberts vann Daytona 500 i samma år.

Edward Glenn "Fireball" Roberts Jr, född 20 januari 1929 i Tavares i  Florida, död 2 juli 1964 i Charlotte i North Carolina,var en amerikansk racerförare. Han invaldes i International Motorsports Hall of Fame 1990 och i Nascar Hall of Fame 2014.
Fireball Roberts var en av pionjärerna inom NASCAR-racingen och segrade bland annat i Daytona 500 1962.  Sammanlagt vann han mellan åren 1950 och 1964 33 lopp och placerade sig inom top-10 122 gånger på 206 starter. Roberts brännskadades svår vid en olycka på Charlotte Motor Speedway 24 maj 1964. Han avled senare av komplikationer på Charlotte Memorial Hospital 2 juli samma år.  Han är gravsatt i Daytona Memorial Park.